# Theope caerulea
Theope caerulea är en fjärilsart som beskrevs av Bates 1868. Theope caerulea ingår i släktet Theope och familjen Riodinidae. Inga underarter finns listade i Catalogue of Life.